# 眉をひそめて (クルアーン)
眉をひそめて（アバサ、アラビア語: سورة عبس  ）とは、クルアーンにおける第80番目の章（スーラ）。42の節（アーヤ）から成る。マッカ啓示に分類される。冒頭の「 （ムハンマドは）眉をひそめ顔を背けた。」に因んでこの題名が付けられている。

## 内容
一人の盲人がムハンマドにしつこくイスラームの信仰について質問したが、メッカの名門一族であったクライシュ族たちへ布教するための会話中であったムハンマドは盲人に眉をひそめた。そのようなムハンマドの態度に対するアッラーフの戒めがこの章の主題である。このエピソードはコーランの中でも初期の出来事であるとされる。ここで登場する盲人は、ムハンマドの初めの妻であるハディージャの縁者であり、イスラームへの最初期の改宗者の一人でもあるヘイブン・ウンム・マクトゥームであるとされることが多い。しかし、他に可能性のある人物として多くの名が挙げられており、トルコのイスラーム学者であるフェトフッラー・ギュレンは、ムハンマドに極めて近いはずのマクトゥームがそのような扱いを受けることはないはずでありマクトゥームである可能性は低いとしている。
16節から32節にはアッラーフに作られたにもかかわらず言いつけを果たさない人々に対する批判が記されており、24節から32節ではアッラーフが人々への心遣いとして食糧となる植物を与えた事が記されている。33節から42節には天地終末の日の光景が描かれており、親兄弟や夫婦などの血縁関係は本当に緊迫した状況では何の役にも立たないと述べている。このような考え方は、血縁が社会を構成する原理であり行動や考え方の根本であった当時のアラブ社会の根底を破棄する革命的なものであり、イスラーム共同体では唯一の神に対する共通の信仰が血縁に代わる新たな社会原理となった。